# Ein Herz, ein Sinn
Ein Herz, ein Sinn (Un cœur, un esprit) est une polka-mazurka de Johann Strauss II (op. 323). L'œuvre est créée le 11 février 1868 dans la salle Redouten de la Hofburg de Vienne.

## Histoire
La polka-mazurka est écrite pour le bal des citoyens pendant le carnaval de 1868 et est jouée lors de cet événement à la Hofburg de Vienne en présence de l'empereur François-Joseph Ier et dédiée au comité du bal. D'ailleurs, c'est censé être le dernier « bal citoyen » de ce type. Peu de temps après, le comité se dissout et il n'y aura plus de bals citoyens pendant un certain temps. À l'époque dite wilhelminienne, d'autres organisations deviennent plus importantes et, par exemple, la société industrielle avec ses bals de fête joue un rôle de plus en plus important. La bourgeoisie (et aussi les bals citoyens) sont relégués au second plan. La Polka Ein Herz, ein Sinn est, en un sens, une composition d'adieu à ces bals.

## Durée
Sa durée d'exécution est d'environ 6 minutes. Elle peut varier quelque peu selon l'interprétation musicale du chef d'orchestre.

## Interprétations notables
La pièce est jouée lors de concerts du nouvel an à Vienne : en 1994, 1999 et 2005, sous la direction de Lorin Maazel ; en 2010, sous la direction de Georges Prêtre.

## Réutilisation musicale
En 1899, Adolf Müller recourt à cette polka-mazurka lorsqu'il composa l'opérette Wiener Blut sur des motifs musicaux de Johann Strauss, récemment décédé.